# Comité permanent des végétaux, des animaux, des denrées alimentaires et de l’alimentation animale
Le Comité permanent des végétaux, des animaux, des denrées alimentaires et de l’alimentation animale (CPVADAAA) ou Scopaff, pour Standing Committee on Plants, Animals, Food and Feed, est un comité technique permanent rattaché à la commission européenne.

## Composition
Le Scopaff est un comité technique créé en 1966. 
Le comité comporte 14 sections, parmi lesquelles les sections OGM, produits phytopharmaceutiques, santé des plantes, semences, santé et bien-être animal, nutrition animale, sécurité biologique de la chaîne alimentaire.
Il est composé de membres représentant les pays membres de l'UE et est présidé par un représentant de la Commission européenne.

## Rôle
Il joue un rôle clé en s'assurant que les mesures prises par l'Union européenne sur les enjeux de sécurité de la nourriture, des semences, de santé animale et de santé végétale sont pratiques et effectives. Il se prononce sur les projets de mesures de la commission européenne.

## Décisions
Le Scopaff est consulté sur le devenir du chlorprophame.
Le Scopaff est chargé d'adopter la refonte des protocoles d’évaluation des risques des pesticides sur les abeilles et les pollinisateurs,. Ces lignes directrices, élaborées par l'EFSA, définissent les tests qui doivent être menés par les industriels des pesticides pour évaluer la toxicité de leurs produits sur les abeilles. Depuis 2013, ces nouveaux protocoles ont été mis à l'ordre du jour du Scopaff une vingtaine de fois, mais les Etats membres ne les ont jamais adoptés. Ces tests sont pourtant considérés comme cruciaux pour protéger les abeilles et pollinisateurs des pesticides nocifs. 

## Refus de Transparence
En septembre 2018, l'Ong Pollinis a demandé l'accès à des documents internes du Scopaff pour comprendre les raisons du blocage, depuis 2013, des nouvelles lignes directrices pour l'évaluation des risques des pesticides sur les abeilles. Devant le refus de la Commission européenne de communiquer ces comptes rendus, Pollinis a saisi en décembre 2018 le médiateur européen. 
Le 14 mai 2019, la médiatrice européenne Emily O'Reilly a donné raison à l'association Pollinis. Elle recommande à la Commission de publier les documents concernant les délibérations, mais le Scopaff refuse à nouveau de communiquer les documents à l'Ong Pollinis.  